# Galina Urbanovič
Galina Napoleonovna Urbanovič (in russo Галина Наполеоновна Урбанович?; Baku, 5 settembre 1917 – 8 maggio 2011) è stata una ginnasta sovietica.

## Palmarès

### Olimpiadi
- Oro a Helsinki 1952 nel concorso a squadre.
- Argento a Helsinki 1952 negli attrezzi a squadre.